# Karol-Ann Canuel
Karol-Ann Canuel   (Amos, 18 d'abril de 1988) és una exciclista canadenca professional des del 2010 i fins al 2021. Ha aconseguit tres medalles d'or als Campionats del Món en Contrarellotge per equips. Va participar als Jocs Olímpics de 2020 de Tòquio.

## Palmarès
- 2006
  -  Campiona del Canadà júnior en ruta
- 2013
  - 1a als Boucles Arnacoises
  - Vencedora d'una etapa al Tour de l'Ardecha
- 2014
  -  Campiona del món en contrarellotge per equips
  - 1a a la San Dimas Stage Race i vencedora d'una etapa
  - 1a a l'Open de Suède Vårgårda TTT
- 2015
  -  Campiona del món en contrarellotge per equips
  -  Campiona del Canadà en contrarellotge
  - Vencedora d'una etapa a la Gracia Orlová
  - Vencedora d'una etapa a la Volta a Turíngia
- 2016
  -  Campiona del món en contrarellotge per equips
  - 1a a l'Open de Suède Vårgårda TTT
- 2017
  -  Campiona del Canadà en contrarellotge
  - 1a a l'Open de Suède Vårgårda TTT
- 2019
  -  Campiona del Canadà en ruta